# Пасленк (гмина)
Пасленк (пол. Pasłęk) — городско-сельская гмина (волость) в Польше, входит как административная единица в Эльблонгский повет, Варминьско-Мазурское воеводство. Население — 19 340 человек (на 2004 год).

## Демография
| Перепись                       | Всего   | Всего | Женщины | Женщины | Мужчины | Мужчины |
| ------------------------------ | ------- | ----- | ------- | ------- | ------- | ------- |
| Единицы                        | человек | %     | человек | %       | человек | %       |
| Население                      | 19 340  | 100   | 9846    | 50,9    | 9494    | 49,1    |
| Плотность населения (чел./км²) | 73,1    | 73,1  | 37,2    | 37,2    | 35,9    | 35,9    |

## Соседние гмины
1. Гмина Эльблонг
2. Гмина Годково
3. Гмина Малдыты
4. Гмина Милеево
5. Гмина Млынары
6. Гмина Моронг
7. Гмина Рыхлики
8. Гмина Вильчента